# Doktor Radio
Doktor Radio er en tysk stumfilm fra 1924 instrueret af Nunzio Malasomma.

## Medvirkende
- Luciano Albertini som Gaston de Montfort
- Evi Eva som Marion
- Magnus Stifter som Joe Swalzen
- Fred Immler som Girondin
- Agnes Nero som Jeanne de Montgort
- Anna Gorilowa som Edy Duflos